# Максиміліан Мунскі
Максиміліан Мунскі (нім. Maximilian Munski, нар. 30 січня 1988, Любек, Німеччина) — німецький веслувальник, срібний призер Олімпійських ігор 2016 року.

## Виступи на Олімпіадах
| Олімпіада           | Дисципліна | Місце |
| ------------------- | ---------- | ----- |
| Ріо-де-Жанейро 2016 | вісімки    | 2     |

## Зовнішні посилання
- Максиміліан Мунскі — олімпійська статистика на сайті Sports-Reference.com (англ.) (архівна версія)
- Профіль [Архівовано 11 січня 2021 у Wayback Machine.] на сайті FISA.

1. ↑  Maximilian Munski